# 須恵町

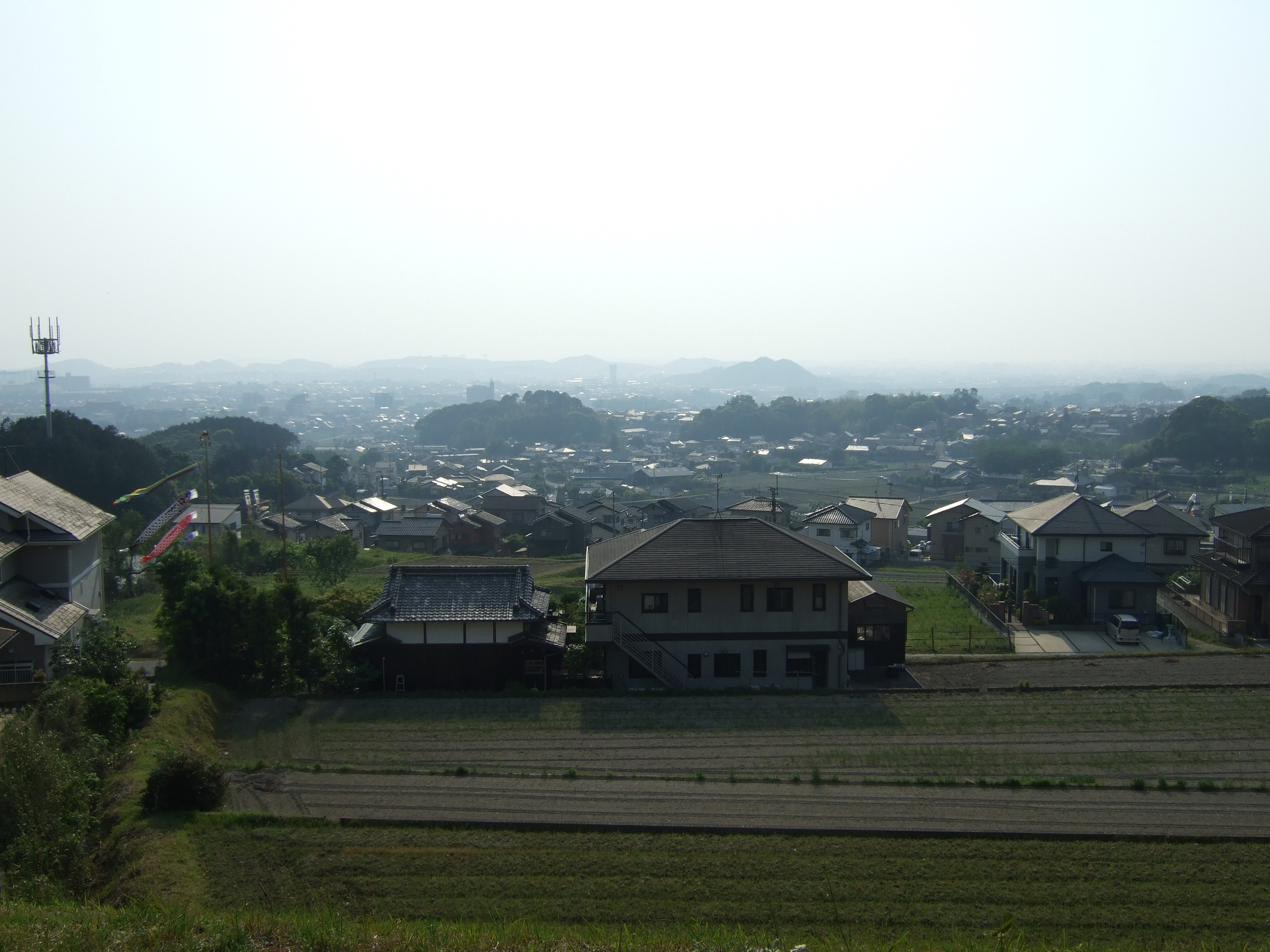
町東部、上須恵地区の丘陵地より西側を望む。はるか遠方に志免鉱業所竪坑櫓と硬山(ぼた山)が見える。

須恵町（すえまち）は福岡県糟屋郡の町。福岡市の東に位置する。
正式表記は「須恵町」だが、住民基本台帳や戸籍では「須惠町」の字を使用する。

## 地理
福岡県の中央部よりやや北西寄り、福岡市の東約10kmの場所に位置する。町西部には旧海軍炭鉱志免第5坑，後国有鉄道に移管された志免鉱業所の硬山が在る。峰を保ち形状を保つ西原硬山は、略町内である。他に粕屋町・志免町にまたがる硬山が残っている。
福岡都市圏の一部である。町の中央部を須恵川が東西に流れており、その源流には旧海軍炭鉱が、国有鉄道へ移管後に、鉱害復旧事業で建設された須恵ダムがある。国内で一番小規模なアーチ形状ダムと云われる。町東部～北東部は山地で、飯塚市(旧穂波町)との間に通じる道路は「ショウケ越」と呼ばれる険しい峠道である。1985年頃までの、当時の国鉄篠栗線がJR化以前には、博多駅交通センター - 福岡空港(第1ｰ第2ｰ第3ターミナル) - ショウケ越 - 飯塚バスセンター  - 田川(後藤寺バスセンター)を結ぶ西鉄の路線バスが設定されて居たのであるが、荒天時には、道路事情が上記の通りであるために、運休の多い路線であった。同町の中心部は町の南西部。
近年では、町北西部から南西部にかけて、福岡市のベッドタウンとしての開発が進んでおり、住宅数が急増してきている。

### 隣接している市町村
- 糟屋郡粕屋町・篠栗町・志免町・宇美町
- 飯塚市

## 歴史
須恵の町名は、古墳時代に須恵器が当地で生産されていたことに由来するといわれている。江戸時代の1764年には黒田（福岡）藩の御用窯が設置されたが、明治時代に廃された。明治から昭和にかけては炭鉱村として有名だった。

### 近現代
町村制施行以来、一度も市町村合併を経験していない。
- 1888年（明治21年）新原が、海軍予備炭山に指定される（※隣接町内に開坑した分は記載せず）。
- 1889年（明治22年）4月1日 - 町村制の施行により、糟屋郡植木村、上須恵村、佐谷村、新原村、須恵村及び旅石村の区域をもって、糟屋郡須恵村が発足する。1月 - 海軍予備炭山新原第一立坑（深さ30㍍）開坑。10月 - 海軍予備炭山新原第二立坑（深さ50㍍）開坑。
- 1890年（明治23年）新原採炭所開設。
- 1900年（明治33年）海軍採炭所に改称。新原第一立坑、新原第二立坑廃坑。
- 1904年（明治37年）1月1日博多湾鉄道㈱西戸崎駅～須恵駅間開業。6月10日須恵駅から仮線で新原の海軍の鉱業所迄運行。新原第四坑開坑。（※起点駅を除き、町内開設駅の隣接駅迄を基本掲載する）
- 1905年（明治38年）6月1日博多湾鉄道須恵駅～新原駅開通。12月29日新原駅～宇美駅開通。
- 1909年（明治42年）博多湾鉄道（旅石支線）酒殿駅～志免駅開業。
- 1911年（明治44年）旅石第六坑開坑。
- 1915年（大正4年）3月11日博多湾鉄道旅石駅開業。志免駅～旅石駅間の旅石支線全線開業（須惠町内の鉄道が全線開業）。
- 1951年（昭和26年）新原第四坑廃坑。粗坑業者新栄鉱業㈱に良品は国鉄納入の条件で許可。
- 1953年（昭和28年）4月1日 - 町制施行して、糟屋郡須恵町となる。
- 1954年（昭和29年）2月2日 - 町内の新栄新原鉱業所の坑内で爆発事故があり、15人が死亡する[4]。
- 1960年（昭和35年）旅石第六坑廃坑。旅石駅廃止。香椎線旅石支線旅石駅～志免駅間廃止。
- 1973年（昭和48年）7月31日 - 前日夜から宝満・三郡山系地域で発生した集中豪雨により被災。
- 1989年（平成元年）3月11日 ｰ 香椎線のJR化後に、須惠町内の中心部近くに須恵中央駅が開業する。

### 歴代町長
- 中嶋裕史（2002年5月1日 - 2018年4月30日）4期

## 行政

### 町長
- 平松秀一（2期目）
- 任期：2026年4月30日

### 町議会
- 定数: 14人
- 任期: 2027年4月30日

### 主な施設
- 須惠町立歴史民俗資料館（皿山公園内）
- アザレアホール須恵（須恵文化会館）
- カルチャーセンター
- 須恵町立図書館

### 消防
- 粕屋南部消防本部
  - 南部消防署（志免町）

### 警察
- 福岡県警察粕屋警察署（粕屋町）
  - 須恵交番

## 地域

### 人口
| |                                        |  |
| 須恵町と全国の年齢別人口分布（2005年） | 須恵町の年齢・男女別人口分布（2005年） |  |
| ■紫色 ― 須恵町 ■緑色 ― 日本全国 | ■青色 ― 男性 ■赤色 ― 女性              |  |
| 須恵町（に相当する地域）の人口の推移 \| 1970年（昭和45年） \| 12,350人 \| \| \| 1975年（昭和50年） \| 15,849人 \| \| \| 1980年（昭和55年） \| 18,546人 \| \| \| 1985年（昭和60年） \| 20,085人 \| \| \| 1990年（平成2年） \| 22,209人 \| \| \| 1995年（平成7年） \| 24,125人 \| \| \| 2000年（平成12年） \| 25,086人 \| \| \| 2005年（平成17年） \| 25,601人 \| \| \| 2010年（平成22年） \| 26,044人 \| \| \| 2015年（平成27年） \| 27,263人 \| \| \| 2020年（令和2年） \| 28,628人 \| \| |                                        |  |
| 総務省統計局 国勢調査より |                                        |  |
| 1970年（昭和45年） | 12,350人                               |  |
| 1975年（昭和50年） | 15,849人                               |  |
| 1980年（昭和55年） | 18,546人                               |  |
| 1985年（昭和60年） | 20,085人                               |  |
| 1990年（平成2年） | 22,209人                               |  |
| 1995年（平成7年） | 24,125人                               |  |
| 2000年（平成12年） | 25,086人                               |  |
| 2005年（平成17年） | 25,601人                               |  |
| 2010年（平成22年） | 26,044人                               |  |
| 2015年（平成27年） | 27,263人                               |  |
| 2020年（令和2年） | 28,628人                               |  |

### 教育

#### 小学校
- 須恵町立須恵第一小学校
- 須恵町立須恵第二小学校
- 須恵町立須恵第三小学校

#### 中学校
- 須恵町立須恵中学校
- 須恵町立須恵東中学校

#### 高等学校
- 福岡県立須恵高等学校

## 産業
当町は、藩指定の磁器(須恵焼き)製造がされて居たが、明治維新後は、海軍が予備炭山に指定した新原採炭所から始まった石炭産業で栄えた。1888年(明治21年)須惠村新原が海軍予備炭山に指定され、1889年(明治22年)新原に第1立坑（深さ30m）、第2立坑（深さ50m）が続いて開坑。更に斜坑第3坑（※坑ロの石組は，新原公園に移築展示公開．海軍炭鉱第三坑の文字が彫り込まれて居る）が宇美桜原に開坑する。1890年(明治23年)新原採炭所を海軍採炭所に改称。新原第1立坑、第2立坑は廃坑とされる。現在のJR香椎線は、1904年(明治37年)に、海軍炭鉱の石炭輸送のために設立された私鉄の博多湾鉄道㈱が敷設。当時の軍港が存在した西戸崎駅から須惠駅まで開業した。新原本部庁舎と新原第4坑が開坑。博多湾鉄道㈱と接続するため須惠駅から新原の鉱業所まで、仮線を敷設して先行輸送を開始した。第5坑、第5坑補助坑が志免村に開坑後、須惠町内の旅石に第6坑が開坑した。博多湾鉄道㈱は後1905年(明治38年)6月1日に新原駅へ延長された後12月29日に終点宇美駅に至る。志免第5坑の開坑で、1909年(明治42年)途中の酒殿駅から旅石支線を分岐し、志免貨物取扱所が開設された。1911年(明治44年)旅石第6坑の開坑で博多湾鉄道㈱旅石支線は、1915年(大正4年)志免駅から旅石駅までが延長開業。その後はしばらく志免町内(第7坑、第8坑、志免立坑)と粕屋町内(酒殿坑、酒殿立坑、仲原坑※いずれも排気・換気専用坑ロ)に開坑した。1951年(昭和26年)新原第4坑を廃坑とする。粗鉱業者の新栄鉱業㈱が良品は国有鉄道に納品の契約で、新原鉱業所を開設。1960年(昭和30年代後半)くらいから、国有鉄道の動力源の蒸気機関車(外燃機関)から、路線の電化(電気機関車，電車)と、非電化路線の動力車を内燃(ディーゼル機関車，気動車)化と、エネルギー革命(※石炭は現在でも製鉄所、セメント製造工場、火力発電所等で多用されて居るが、安価な輸入炭の増加で、コストが掛かる国内炭鉱は、一部の露天掘り炭鉱を除き廃鉱とする政府の方針で、埋蔵量は十分であるが、閉山される事となった)で衰退。初期の新原地区は早目に閉坑して、旧本部庁舎跡地と新原第4坑斜坑ロの敷地は、新原公園にされ、附属の工場敷地の跡地は、新原工業団地に転用されて居る。他宇美町内の坑ロ等も一部は粗鉱業者、新栄鉱業㈱が新原鉱業所として採掘して居たが、移管後の国有鉄道直営で，晩年まで存在して居た坑ロでは、1960年(昭和35年)旅石第6坑がまず閉坑し、旅石駅、旅石支線の志免ｰ旅石が廃止された。付近には九州リネンサービス等、国鉄、JRの寝台車の車内装備品(毛布，浴衣，枕，シーツ等の洗濯・消毒)の整備業者が存在する事で、国鉄の炭鉱の存在が窺えた。旅石駅、旅石第6坑、旅石第6坑硬山はならされて、福岡県立須惠高等学校等の敷地に転用されて居り、再生を図られている。旅石駅ｰ志免駅の間の線路敷きは、須惠町と志免町の町道に転用されて居る。単線の線路敷きの幅であるので狭く、建物は後ろ向きである。鉄道線路敷きであるので曲線は緩く曲がって行く事も特徴である。

## 名所・旧跡・観光
- 皿山公園 - 高台にある町立の公園でツツジやアジサイが植えられている。園内には『須惠町歴史民俗資料館』[6]が併設されて居り、海軍炭鉱時代の遺産（実物の表札、鉱具、制服、図面、功労者萩尾善次郎海軍技師胸像:新原公園には顔が改造された物が展示）、国有鉄道移管後の志免鉱業所立体地形図(炭層表示付き)の実物が展示公開されて居る。他に古い陶器の須惠器と、磁器の須惠焼きの焼き物が、専用コーナーに展示公開されて居る。
- 黒田藩磁器（須惠焼き）御用窯跡
- 町立美術センター久我記念館 - 坂本繁二郎を発掘した画商・久我五千男の個人美術館が前身で久我の死後に須恵町に寄贈され町立の美術館となった。[7]
- 岳城山
- 旅石八幡宮
- 新原公園：海軍燃料廠採炭部（旧新原採炭所）本部庁舎及び，旧新原第4坑斜坑ロ跡地。海軍炭鉱創業記念碑、海軍炭鉱創業記念史碑、第2坑竪坑の石標（移設）、旧第3坑斜坑ロ石組（移築）、功労者萩尾善次郎海軍技胸像、鉱山神社の祠（山の神）等の公開展示。
- 西原硬山（志免鉱業所の硬山=ボタやまの1つ）；形状が綺麗に整った状態で残存する貴重な硬山。須惠町、志免町、粕屋町の堺に在るが、主に須惠町内になる。美麗な状態を保つ硬山は、飯塚市（旧嘉穂郡穂波町）に現存する住友石炭鉱業㈱忠隈鉱業所の硬山くらいである。[8]

## 交通

### 空港
福岡空港が最寄り。

### 鉄道路線
九州旅客鉄道（JR九州）

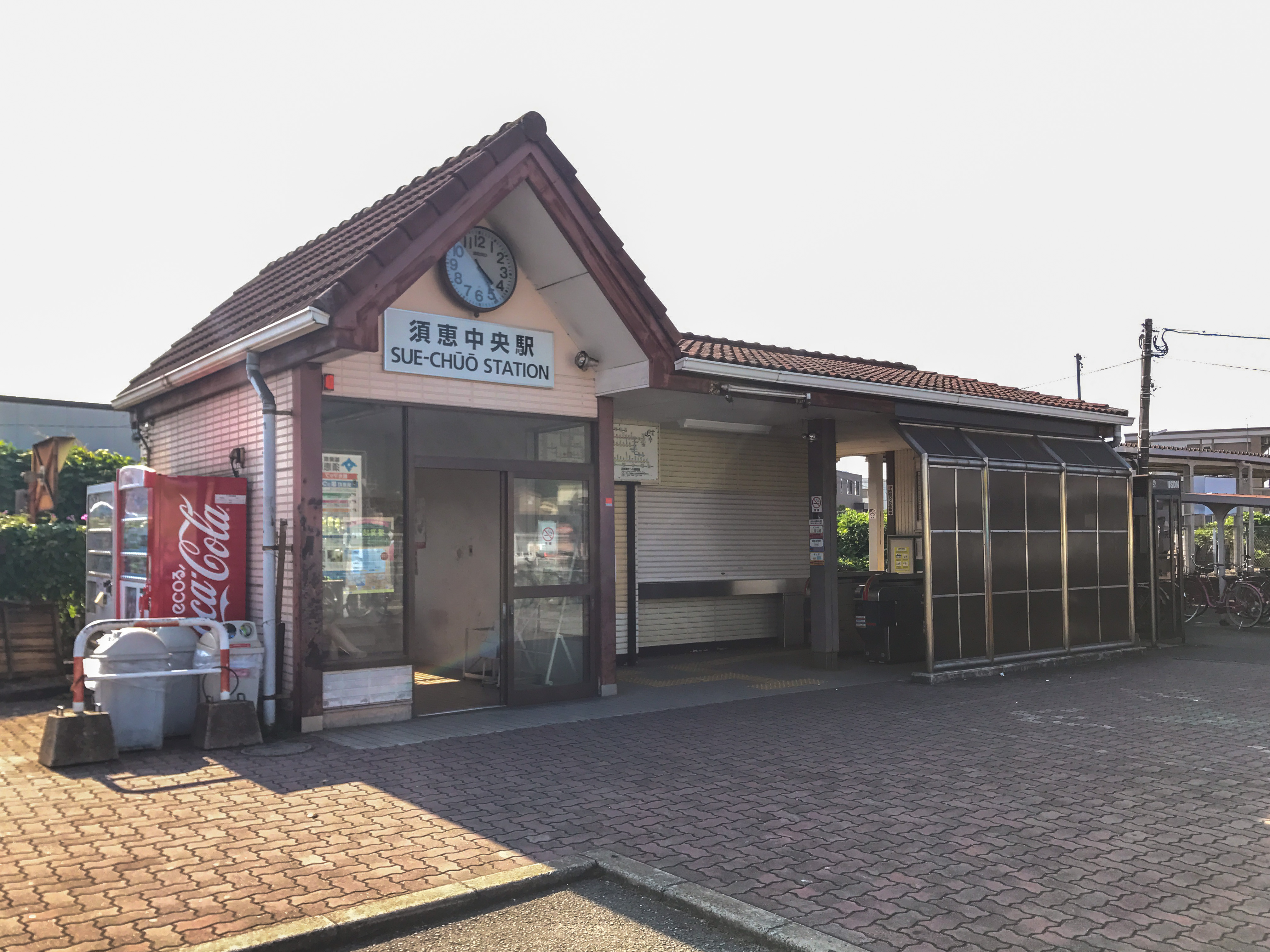
須恵中央駅

- 香椎線：須恵駅 - 須恵中央駅 - 新原駅

海軍炭鉱の石炭輸送用を主目的として博多湾鉄道㈱が開業した路線が前身で、現・須恵町域内は1904年から翌年にかけて開通し、域内に須恵・新原の2駅が開業した。1942年に博多湾鉄道汽船(海運業の開始で改称)が九州電気軌道㈱、筑前参宮鉄道㈱等4社と合併し西日本鉄道㈱（西鉄）が成立したことで同社の路線となったが1944年には戦時買収により国有化（省線）。その後日本国有鉄道（国鉄）→JR九州の路線となった。現在は旅客営業のみとなり1989年3月11日には須恵町中心部近くに須恵中央駅が開業した。
博多湾鉄道汽船㈱では他に1909年から1915年にかけて酒殿駅 - 志免駅 - 旅石駅間に貨物専用の旅石支線を開業。須恵町域内には旅石駅が設置され主に海軍炭鉱第六坑（敷地は廃坑後福岡県立須惠高等学校）の石炭輸送に使用された。香椎線と同様の経緯で西日本鉄道を経て国有化され香椎線旅石支線となったが、須恵町内の志免 - 旅石間は1960年に廃止され、残りの区間の酒殿駅ｰ志免間は1985年に廃止されている。

### バス路線
- 西日本鉄道（西鉄バス） - 隣接する志免町・粕屋町・宇美町や、福岡空港および福岡市中心部と須恵町を結ぶ路線がある。
  - 3：福岡空港前 - 博多の森陸上競技場前 - 志免鉄道公園 - 東公園台2丁目 - 西原 - 旅石八幡 - 一番田 - アザレアホール前 - 新原 - 宇美町役場入口 - 宇美営業所前
  - 5：福岡空港前 - 亀山 - 志免 - 新生 - 須恵役場前 - 佐谷
  - 32：博多駅←東光町←豊2丁目←亀山←志免役場前←志免←新生
  - 34：天神→中洲→呉服町→千代町→妙見→吉塚駅東ロ→二又瀬→亀山→志免役場前→志免→新生
  - 36：天神 - 中洲 - 呉服町 - 千代町 - 妙見 - 吉塚駅東ロ - 二又瀬 - 扇橋 - 仲原 - イオンモール福岡 - 須恵 - 一番田 - アザレアホール前 - 新原 - 宇美町役場入口 - 宇美営業所前
- 須恵町コミュニティバス - 町内を運行。

### 道路

#### 高速道路
- 九州自動車道
  - 須恵パーキングエリア/須恵スマートインターチェンジ
    - ※ETC専用で車長6m以下の普通車と軽自動車のみ利用可能。当ICを利用できない場合の最寄りインターチェンジは福岡インターチェンジまたは太宰府インターチェンジ。

#### 県道
主要地方道
- 福岡県道35号筑紫野古賀線
- 福岡県道60号飯塚大野城線(ショウケ越)
- 福岡県道91号志免須恵線

## 須恵町出身の有名人
- 渡辺具能（政治家、元衆議院議員）
- アヒト・イナザワ（ミュージシャン）
- 藤野正剛（元プロ野球選手）
- 三ヶ島かな（女子プロゴルファー）
- 郷ひろみ（歌手・俳優）
- 成田弘毅（山口放送アナウンサー）
- 有隅昭二（プロ野球審判員、元プロ野球選手）